# Río Claro (Cauquenes)
El río Claro de Cauquenes es un curso natural de agua que nace en la cordillera de los Andes de la Región de O'Higgins y fluye con dirección general norte hasta desembocar en el río Cachapoal, a medio camino entre las Termas de Cauquenes y la central hidroeléctrica Sauzal. Su trayecto drena la subsubcuenca 06009 del inventario de cuencas de Chile.

## Trayecto
Luis Risopatrón lo describe como: De corto curso i caudal, corre hacia el NW i se vácia en la márjen S del curso superior del río Cachapoal, a corta distancia al SW de los baños de Cauquenes.

## Caudal y régimen
malo

## Historia
Francisco Solano Asta-Buruaga y Cienfuegos lo nombra en su Diccionario Geográfico de la República de Chile como uno de los afluentes izquierdos del río Cachapoal, tal como Hans Niemeyer.: 354 